# Jardín Botánico de Tucson
El Jardín Botánico de Tucson (en inglés: Tucson Botanical Gardens), es un jardín botánico del desierto, en Tucson, Arizona, Estados Unidos.

## Localización
El jardín botánico de Tucson, 2150 North Alvernon Way Tucson, Condado de Pima, Arizona AZ 85712-3199 Estados Unidos de América.32°13′18″N 110°55′35″O / 32.22167, -110.92639
La entrada es gratis.

## Historia

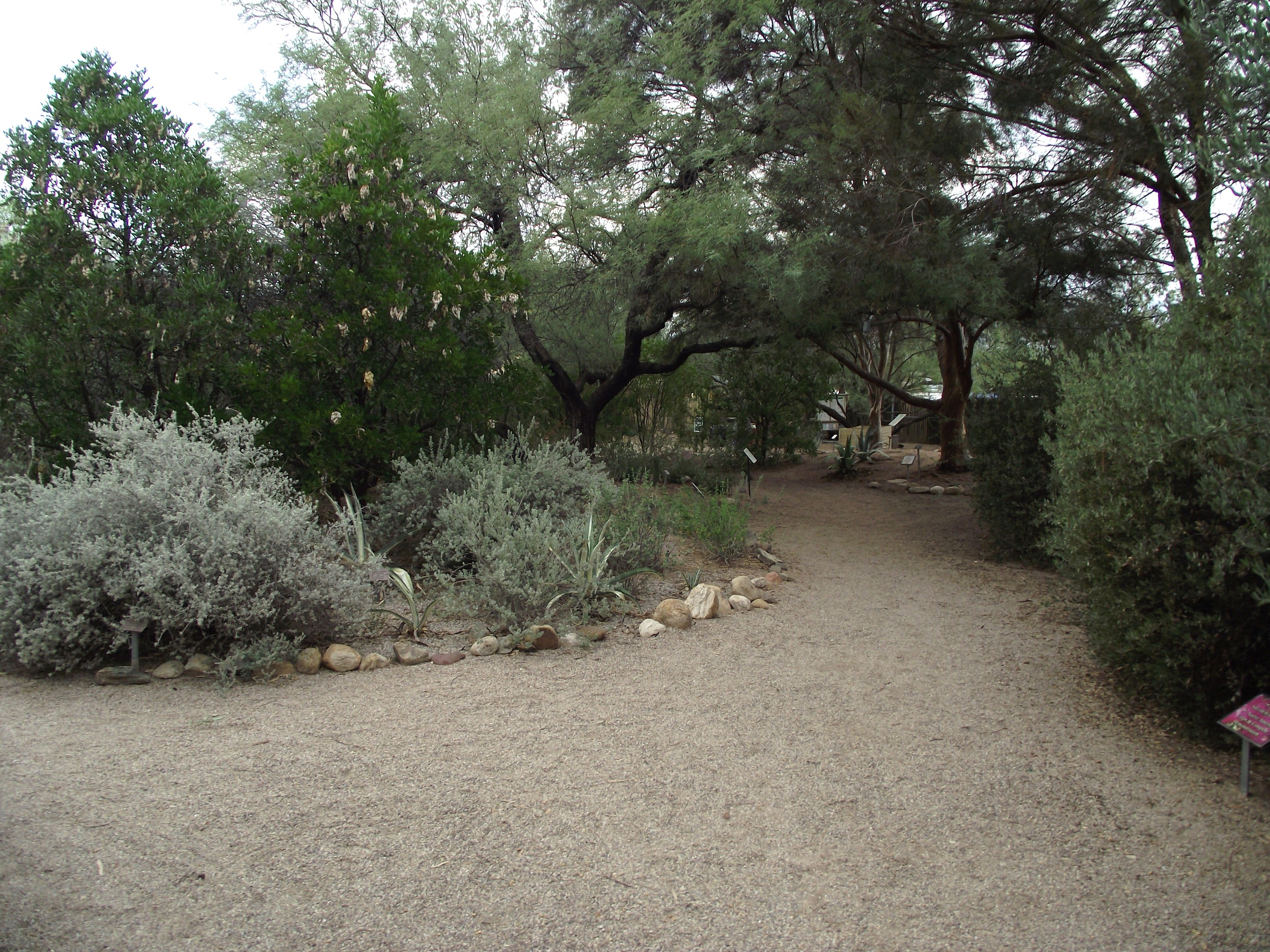
Vista de un paseo del jardín.

Aunque la finca del jardín data de la década de 1930, cuando era el hogar de Bernice y Rutger Porter, el jardín botánico de Tucson fue fundado en 1964 por el horticultor y  colector, Harrison G. Yocum, que abrió al público el jardín del cactus y de la palma en su propio hogar. 
Mientras tanto la señora Porter buscaba una manera de preservar su casa y jardines. Por los inicios de la década de 1970, fueron trasladados los jardines botánicos de Tucson a su finca.

## Colecciones
El jardín botánico de Tucson exhibe sus colecciones de plantas en unos 16 jardines diferenciados, entre los que destacan:
- Birds Garden (Jardín de los pájaros)
- Herbs Garden (Jardín de hierbas), donde se despliegan una amplia variedad de plantas de porte herbáceo usadas en la cocina, olorosas o medicinales de las que se desarrollan en la zona de Tucson.
- Nuestro Jardín
- Aloe Alley (Paseo de los Aloes)
- Cactus Succulent Garden (Jardín de Cactus y Suculentas)
- Butterfly Garden (Jardín de Mariposas)
- Wildflowers Garden (Jardín de Flores Silvestres)
- Conservatory (Invernadero)

## Enlaces externos

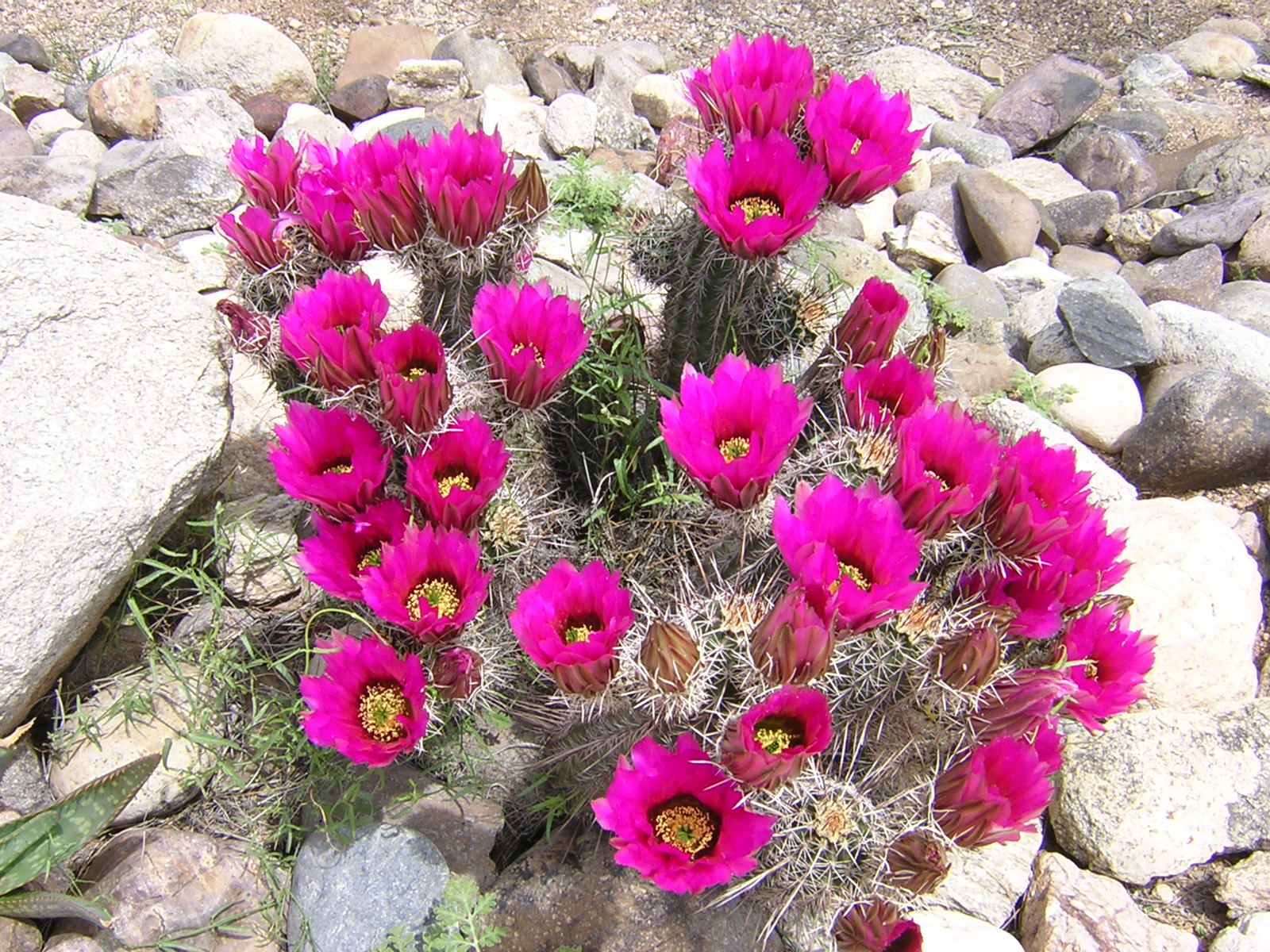
Flores del Strawberry Hedgehog Cactus (Echinocereus engelmannii), que florece solamente unos días al año.